# じゅくじゅく
『じゅくじゅく』は、水口尚樹による日本の漫画作品。『モバMAN』（小学館の携帯コミック配信サイト）において2009年1月16日配信より連載。単行本全4巻（2-4巻は電子版のみ）。単行本第1巻の帯にはロバートの秋山竜次からコメントが寄稿されている。モバMANの編集者から「好きなものを描いていい」と言われて描いた作品で、作者自身が「熟女好き」とのことである。各話のタイトルは映画やテレビドラマ、楽曲などの題名が使われている。また話中には必ず「だが、人々はまだ知らない… この男が、無類の熟女好きであることを!」というモノローグが出るのが定番となっている（バリエーションあり）。キャッチコピーは「ピンポイント・フェチ・ギャグ、ここに極まれり! 本邦初の“熟女好き”高校生ギャグ!!」。

## あらすじ
高校2年の熟田拓矢は昼休み時、クラスのメンバーに昼食の「パシリ」にされるも、文句も言わずに従っていた。だがクラスメイトや先生はもちろん、想いを寄せる有坂さんでさえ知らない事実があった。拓矢は実は熟女好きという自らの「快楽」のために、「食堂のおばちゃん」たちの元へ嬉々として通っていただけなのであった。

## 登場人物
熟田 拓矢（うれた たくや）
本作品の主人公。熟女好きの高校2年生。17歳。通称は「拓ちゃん」。
熟女がたくさんいる食堂に通うことが目的で、昼休みに自ら望んで「パシリ」をやっていた。食堂の熟女の中では特に大林のことを「艶女（アッデージョ）」、「学食のマドンナ」と呼び気に入っている。熟女だけではなく老女も守備範囲に入る。
熟女たち御用達の洋品店や、化粧品メーカーでアルバイトをしている。化粧品メーカーにおいては主任の地位にまで昇り、アフリカなどの海外に出張までしている。
芸能人の中では財前直見のファンのようである。
大林（おおばやし）
本作品のヒロイン。麺類担当の食堂の熟女。名前は不明。年齢は拓矢の見立てでは「推定35～40歳」。既婚者で、それを知った拓矢は心が折れそうになるが、自転車に乗る後姿のパンチラを見たことで復活した。
体重を非常に気にしており、増えたと思い込んだときには人が変わった。
北川（きたがわ）
揚げ物担当の食堂の熟女。大林同様若く見える。
堀井（ほりい）
副菜担当の食堂の熟女。典型的なおばちゃん。
有坂（ありさか）
拓矢の同級生の女子。中学校からの友人。拓矢のことが好きな模様で、拓矢の熟女狙いの行動を自分への好意と勘違いしてしまっているが、拓矢が熟女好きであることを知らないため、報われていないことに気付いていない。
タケシ
拓矢の中学校からの親友。有坂と共に拓矢が「パシリ」をやらされていることを心配し、村山先生に訴えた。
村山（むらやま）
拓矢のクラス担任で、体育担当の熱血教師。拓矢を思って取った行動が結果的に拓矢の邪魔をしていることがよくある。

## 書誌情報
水口尚樹 『じゅくじゅく』 小学館〈ビッグコミックス モバMAN〉、既刊1巻（2010年2月3日現在）
- 第1巻、2010年2月3日初版発行、ISBN 978-4-09-182867-5 - 「ニセ近況報告」などの描き下ろしあり。
- 第2巻、電子版
- 第3巻、電子版
- 第4巻、電子版